# Volvo M400
Volvo M400 är en 4-växlad, manuell växellåda tillverkad av svenska Koping Engineering åt Volvo. M400 är en förstärkt version av Volvo M40-växellådan, byggd för att klara den högre effekten från den 6-cylindriga Volvo B30-motorn. M400 fanns tillgänglig i Volvo 164.

## M410
M400 fanns också tillgänglig med en elektrisk överväxel och kallades då M410.